# Тарзян, Саркес
Саркес Тарзян (англ. Sarkes Tarzian; 5 октября 1900, Элязыг — 17 ноября 1987 или 7 октября 1987, Филадельфия, Пенсильвания) — американский инженер, изобретатель и телеведущий армянского происхождения. Почётный доктор юридических наук Университета Индианы. Основатель WTTV. Создатель телевизионного оборудования.

## Биография
Родился в 1900 году в Элазе, в Османской империи. Ему было 7 лет, когда его отец, приехавший в США, чтобы избежать турецких преследований армян-христиан, и живший в Филадельфии, скопил достаточно денег, чтобы перевести свою семью в 1907 году.
Саркес Тарзян получил степень бакалавра в 1924 году и степень магистра в 1927 году.
Начал долгую карьеру в радио- и телеиндустрии. В 1944 году он основал компанию Sarkes Tarzian Enterprises, которая занималась ранними экспериментами в области аудиовещания в диапазоне ОВЧ. В 1948 году он разработал телевизионный тюнер, который мог давать высококачественные результаты при низкой цене.
В конечном итоге в компании работало 2000 человек в производстве телевизионных тюнеров и селеновых выпрямителей. Создав большую часть своего собственного оборудования, Тарзян вывел в эфир WTTS Radio в 1946 году, а WTTV, Блумингтон, в эфир в 1949 году как вторую телестанцию штата. Первые несколько лет WTTV работал всего два часа в день, с 19:00 до 21:00. Позже телестанция переехала в Индианаполис и была продана в 1978 году. Саркс Тарзян также владел телестанциями в Чаттануге и Рино, радиостанциями в Форт-Уэйне и издавал газеты в Блумингтоне и Индианаполисе.